# Limits.h
limits.h — заголовний файл стандартної бібліотеки мови програмування С, який включає визначення характеристик загальних типів змінних. Значення залежать від специфіки реалізації, але можуть бути не нижче діапазону, визначеного для кінцевого значення у зручній реалізації Сі.

## Константи-члени
Колонка «мінімальне значення діапазону» містить мінімуми з можливого діапазону для константи даного типу, як це зазначено у стандарті. Іноді, значення _MIN представляють мінімуми діапазону, представлений у вигляді рідко використовуваного зворотного коду та знакового діапазону. Більшість реалізацій будуть мати більший діапазон, принаймні для деяких з цих чисел, наприклад:
- Реалізації додаткового коду мають SCHAR_MIN рівним -128 (аналогічно для усіх інших значень _MIN).
- 32-бітні реалізації встановлюють INT_MAX рівним +2147483647 (а також для INT_MIN та UINT_MAX).
- Реалізації з підтримкою юнікоду встановлюють MB_LEN_MAX рівним 4 або більше.
- Багато ПЦС мають CHAR_BIT рівний 16 або більше.

| Ім'я       | Опис                                                     | Типове значення 32-бітної виконуваної/компільованої програми (з 1995 і нині) | Типове значення 64-бітної виконуваної/компільованої (з 2008) | Стандартний мінімум- або максимум діапазону значень по ANSI    |
| ---------- | -------------------------------------------------------- | ---------------------------------------------------------------------------- | ------------------------------------------------------------ | -------------------------------------------------------------- |
| CHAR_BIT   | Число біт у байті                                        | 8                                                                            | 8                                                            | ≥ 8                                                            |
| SCHAR_MIN  | Мінімальне значення для знакового char                   | −128                                                                         | −128                                                         | ≤ -127                                                         |
| SCHAR_MAX  | Максимальне значення для знакового char                  | +127                                                                         | +127                                                         | ≥ +127                                                         |
| UCHAR_MAX  | Максимальне значення для беззнакового char               | +255                                                                         | +255                                                         | ≥ +255                                                         |
| CHAR_MIN   | Мінімальне значення для char                             | −128                                                                         | −128                                                         | ≤ -127 (якщо char представлено, як a знаковий char; інакше 0)  |
| CHAR_MAX   | Максимальне значення для char                            | +127                                                                         | +127                                                         | ≥ +127 (якщо char представлено, як знаковий char; інакше +255) |
| MB_LEN_MAX | Максимальна багатобайтова довжина символів по усіх полях | розрізняється, за звичай від 4                                               | розрізняється, за звичай від 4                               | ≥ 1                                                            |
| SHRT_MIN   | Мінімальне значення для short int                        | −32,768                                                                      | −32,768                                                      | ≤ -32,767                                                      |
| SHRT_MAX   | Максимальне значення для short int                       | +32,767                                                                      | +32,767                                                      | ≥ +32,767                                                      |
| USHRT_MAX  | Максимальне значення для беззнакового short int          | +65,535                                                                      | +65,535                                                      | ≥ +65,535                                                      |
| INT_MIN    | Мінімальне значення для int                              | −2,147,483,648                                                               | −2,147,483,648                                               | ≤ -32,767                                                      |
| INT_MAX    | Максимальне значення для int                             | +2,147,483,647                                                               | +2,147,483,647                                               | ≥ +32,767                                                      |
| UINT_MAX   | Максимальне значення для беззнакового int                | +4,294,967,295                                                               | +4,294,967,295                                               | ≥ +65,535                                                      |
| LONG_MIN   | Мінімальне значення для long int                         | −2,147,483,648                                                               | −9,223,372,036,854,775,808                                   | ≤ -2,147,483,647                                               |
| LONG_MAX   | Максимальне значення для long int                        | +2,147,483,647                                                               | +9,223,372,036,854,775,807                                   | ≥ +2,147,483,647                                               |
| ULONG_MAX  | Максимальне значення для беззнаквого long int            | +4,294,967,295                                                               | +18,446,744,073,709,551,615                                  | ≥ +4,294,967,295                                               |
| LLONG_MIN  | Максимальне значення для long long int                   | −9,223,372,036,854,775,808                                                   | −9,223,372,036,854,775,808                                   | ≤ -9,223,372,036,854,775,807                                   |
| LLONG_MAX  | Максимальне значення для long long int                   | +9,223,372,036,854,775,807                                                   | +9,223,372,036,854,775,807                                   | ≥ +9,223,372,036,854,775,807                                   |
| ULLONG_MAX | Максимальне значення для беззнакового long long int      | +18,446,744,073,709,551,615                                                  | +18,446,744,073,709,551,615                                  | ≥ +18,446,744,073,709,551,615                                  |